# Two Ronnies
"A Két Ronnie", brit, jelenetekből álló show-műsor, melyet 1971 - 1987-ig sugároztak a BBC1-en, majd 1999 - 2005-ig.
A két Ronnie: Ronnie Barker és Ronnie Corbett.
1963-ban találkozott egymással a két színész.
A kezdetek kezdetén 1971-ben is már hatalmas sikert aratott a műsor, melyet 12 évad sikersorozata követett egészen 1987-ig.
A műsor többek között humoros jelenetekből, dalokból, monológokból és paródiákból áll, melyekből a monológok Corbettnek jutottak.
A jelenetek nagyjából háromnegyedét Barker írta Gerald Wiley álnéven.
A jelenetírók között volt: John Cleese, Spike Milligan, Michael Palin, Terry Jones.
Sok jelenetük szójátékokon alapul vagy az angol nyelvben a szavak kiejtésbeli hasonlóságát használja ki.  
Például az egyik leghíresebb jelenetük, mely egy boltban játszódik:
a "Four Candles" (Négy gyertya), kiejtésben nagyon hasonlít a "fork handles" (vasvilla nyélre).
A show nemzeti intézménnyé vált, 15 - 20 millióan nézték rendszeresen országszerte az összesen 97 epizódot, 
melyek között karácsonyi műsorok is voltak, illetve egy részt az ausztrál televízió felkérésére készítettek.
A nálunk többször is bemutatott Üdvözlet a tengerpartról és a Piknik című némafilmekből ismerhetjük őket, 
melyeket Dave Huggett és Larry Keith álnéven Barker írt.
1999-ben a Két Ronnie újra összeállt. Régi jeleneteikből állítottak össze műsorokat, később új jelenetekkel tarkítva.
A show 2005-ig 7 epizóddal bővült, így együtt összesen több, mint 100 show-t készítettek. Ebben az évben egy 
interjúban Corbett azt nyilatkozta Barkerről, hogy mindvégig, amíg együtt dolgoztak, egyetlen mérges szó nem hangzott el köztük.
Logójuk a két szemüveg, melyet az életben is viselnek.
A magyar változatban Körmendi János és Gálvölgyi János által játszott Optikus-jelenet is az ő nevükhöz fűződik.